# USS Shelikof
El USS Shelikof (AVP-52) fue un buque de transporte de hidroaviones pequeños de la clase Barnegat de la Armada de los Estados Unidos en servicio entre 1944 y 1947 y entre 1952 y 1954.

## Hundimiento

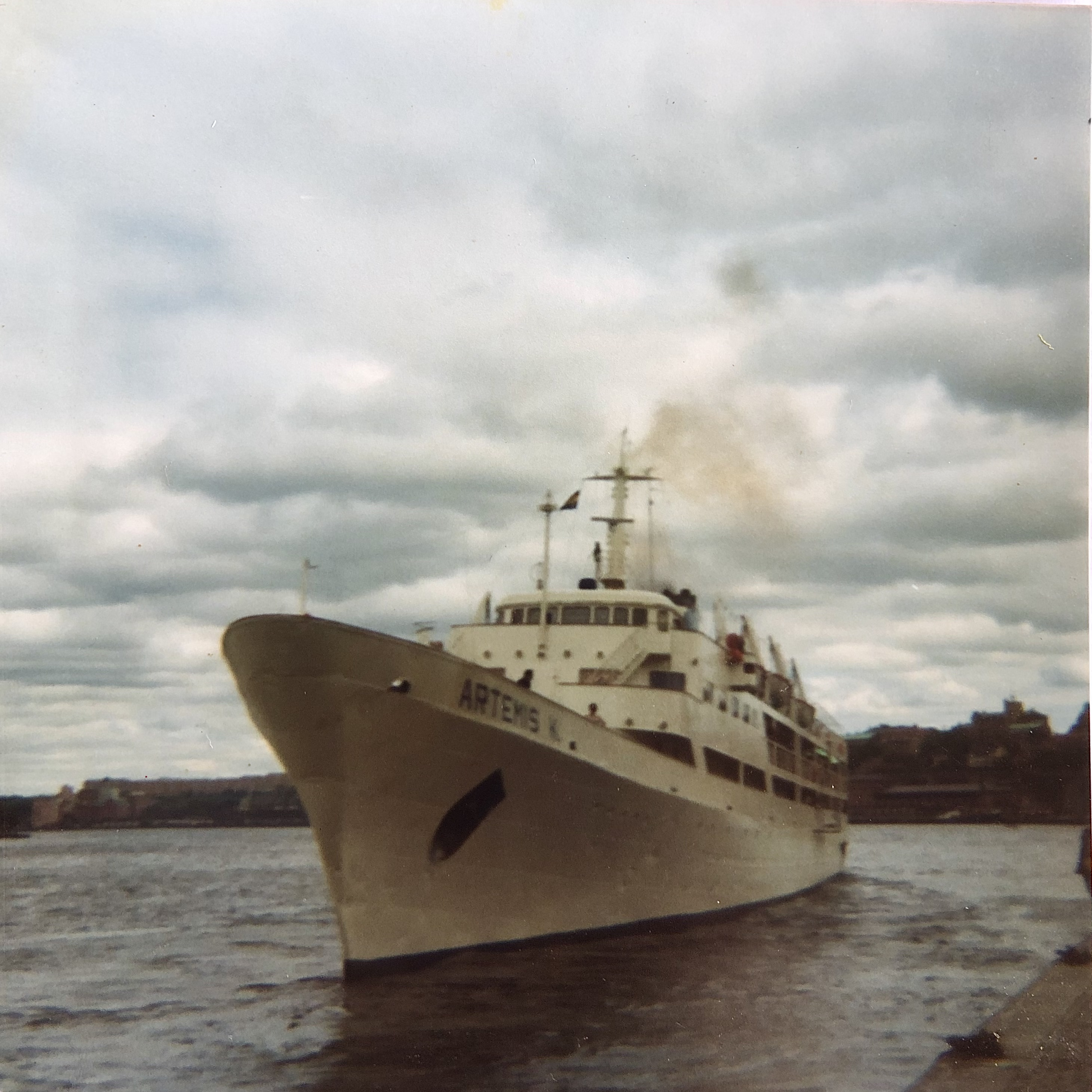
El crucero Artemis en Hanko a mediados de la década de 1970.

El Shelikof fue reconvertido para el servicio comercial como el buque de pasajeros griego MV Kypros. Posteriormente fue rebautizado como MV Myconos en 1964, MV Artemis en 1973, MV Artemis K en 1974 y MV Golden Princess en 1979.
El Golden Princess se hundió durante una tormenta en Perama, cerca de El Pireo, Grecia, mientras estaba amarrado en enero de 1981.